# 劉紀 (成化進士)
劉紀（1447年—1506年），字振之，四川成都府漢州綿竹縣人，民籍，治《春秋》。

## 生平
六月二十四日生，行二，由國子生中式四川鄉試第四名舉人，會試中式第二百三十八名。年三十二歲中式成化十四年戊戌科第二甲第二十二名進士。

## 家族
曾祖劉普勝；祖劉貴；父劉淮；母李氏。具慶下，妻程氏，兄綱。

## 延伸阅读
[在维基数据编辑]
 《明史卷二百九十三》，出自《明史》